# Jewel Shepard
Pour les articles homonymes, voir Shepard.
Jewel Shepard est une actrice, écrivaine et photographe américaine, née le 3 janvier 1958.
Elle est notamment connue pour le rôle de Casey dans  Le Retour des morts-vivants. Elle a également écrit plusieurs ouvrages sur le monde de la série B et des films d'épouvante. Jewel Shepard a par ailleurs participé à la rédaction d'articles dans des magazines comme Premiere ou Cosmopolitan. En 2011, elle a fait une apparition dans le film oscarisé  The Artist.

## Filmographie

### Cinéma
- Teen Lust (1978) (non-créditée)
- Electric Blue 8 (1982) : Bobby Beal
- Zapped! (1982) (non créditée) : la fille dans la voiture
- Forces spéciales (1982)
- The Junkman (1982)
- The Sex and Violence Family Hour (1982) : la danseuse
- My Tutor (en) (1983) : la fille dans la cabine téléphonique
- Deux plombiers à Hollywood (Hollywood Hot Tubs) (1984) : Crystal Landers
- Christina y la reconversion sexual (1984) : Christina
- Le Retour des morts-vivants (1985) : Casey
- Yellow Pages (1985) : Peaches
- Scenes from the Goldmine (1987) : Dana
- Party Camp (1987) : Dyanne Stein
- L'école des zéros (The Underachievers) (1987) : l'institutrice
- Hollywood Hot Tubs 2 : Educating Crystal (1990) : Crystal
- Mission : Killfast (1991) : Miss August
- Les Racines du mal (Roots of Evil) (1992) : Wanda
- Caged Heat II : Stripped of Freedom (1994) : Amanda
- Scanner Cop II (1995) : l'infirmière
- Lady Chance (2003) : la prostituée
- The Artist (2011) : la starlette
- Nanoblood (2016)
- S/ash.er (2017) : Momma Myers

### Télévision
- Côte Ouest (1986) (série télévisée, 1 épisode) : la femme
- Double Espresso (2011) (série télévisée, 1 épisode) : Manager

## Clips musicaux
- White Lion, Radar Love (1989) : la serveuse
- Revolting Cocks, Do Ya Think I'm Sexy (1993) : la fille à la cigarette / la fille démoniaque